# Venezolaans militair ordinariaat
Het Venezolaans militair ordinariaat (Latijn: Ordinariatus Militaris Venetiola) is een militair ordinariaat van de Rooms-Katholieke Kerk gevestigd in Caracas, in Venezuela. Het ordinariaat is verantwoordelijk voor de zielzorg van de tot de Rooms-Katholieke Kerk behorende militairen van de Venezolaanse strijdkrachten en hun families. Het ordinariaat staat als immediatum onder rechtstreeks gezag van de Heilige Stoel. 

## Geschiedenis
De Katholieke Kerk is sinds 1946 met geestelijke verzorgers betrokken bij de Venezolaanse krijgsmacht. Sinds de jaren 70 van de 20e eeuw werd erover gesproken om een militair vicariaat op te richten. Met de apostolische constitutie Spirituali militum curae van 21 juli 1986 werden militair vicariaten voortaan militair ordinariaten. Het Venezolaans militair ordinariaat werd uiteindelijk opgericht op 31 oktober 1995 door paus Johannes Paulus II als militair bisdom. Marcial Augusto Ramírez Ponce, directeur van de dienst voor pastorale zorg van de Venezolaanse strijdkrachten en hulpbisschop van Caracas, werd de eerste militaire bisschop.

## Organisatie
In 2021 telde het ordinariaat 10 parochies, die werden bediend door 36 priesters, waaronder 1 pater, en hiernaast 1 zuster.

## Bisschoppen
- Marcial Augusto Ramírez Ponce (11 februari 1996 - 19 december 2000)
- José Hernán Sánchez Porras (19 december 2000 - 13 oktober 2014)
- Benito Adán Méndez Bracamonte (8 juni 2015 - heden)

## Galerij van afbeeldingen

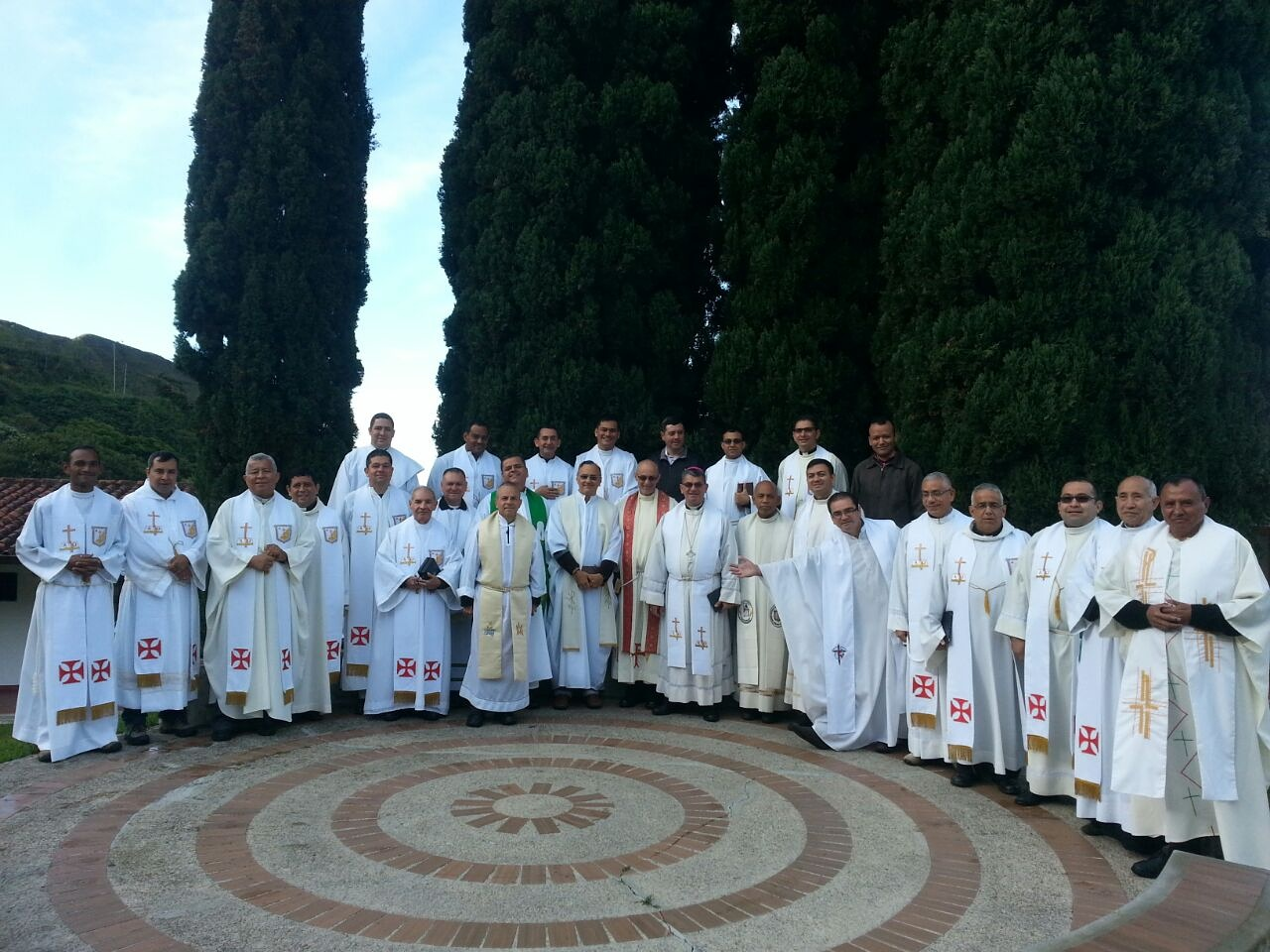
Militair bisschop en aalmoezeniers in 2016
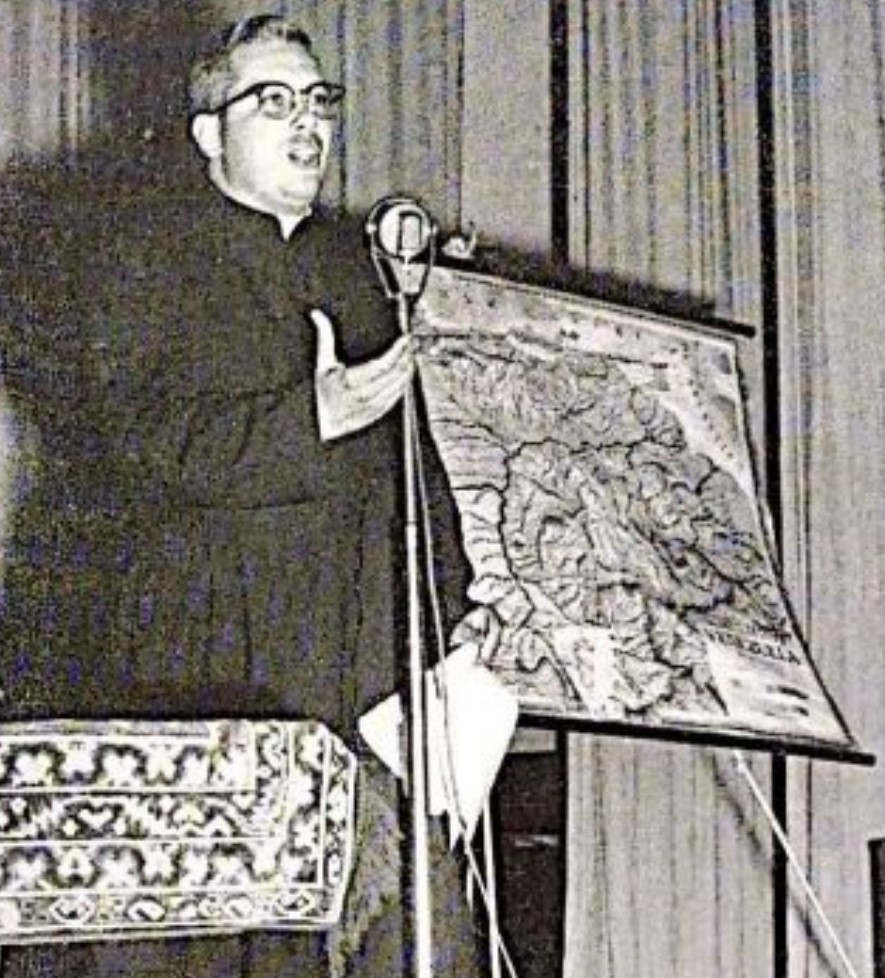
Militair bisschop Marcial Augusto Ramírez Ponce als kapelaan in 1957